# Zilvermeercross
Le Zilvermeercross est une course de cyclo-cross organisée à Mol, en Belgique. Créée en 2014 l'épreuve est organisée dans le Domaine de Zilvermeer.

## Palmarès

### Hommes élites
| Année | Vainqueur            | Deuxième             | Troisième              |
| ----- | -------------------- | -------------------- | ---------------------- |
| 2014  | Wout van Aert        | Mathieu van der Poel | Tom Meeusen            |
| 2015  | Wout van Aert        | Laurens Sweeck       | Tom Meeusen            |
| 2016  | Mathieu van der Poel | Wout van Aert        | Tom Meeusen            |
| 2017  | David van der Poel   | Corné van Kessel     | Tom Meeusen            |
| 2018  | Corné van Kessel     | Jim Aernouts         | Thijs Aerts            |
| 2019  | Mathieu van der Poel | Tom Meeusen          | David van der Poel     |
| 2021  | Wout van Aert        | Laurens Sweeck       | Lars van der Haar      |
| 2022  | Wout van Aert        | Mathieu van der Poel | Tom Pidcock            |
| 2023  | Mathieu van der Poel | Wout van Aert        | Niels Vandeputte       |
| 2024  | Mathieu van der Poel | Laurens Sweeck       | Michael Vanthourenhout |

### Femmes élites
| Année | Vainqueur          | Deuxième           | Troisième            |
| ----- | ------------------ | ------------------ | -------------------- |
| 2014  | Jolien Verschueren | Sabrina Stultiens  | Sanne van Paassen    |
| 2015  | Sabrina Stultiens  | Ellen Van Loy      | Sanne Cant           |
| 2016  | Sanne Cant         | Lucinda Brand      | Ellen Van Loy        |
| 2017  | Lucinda Brand      | Kim Van De Steene  | Loes Sels            |
| 2018  | Sanne Cant         | Laura Verdonschot  | Inge van der Heijden |
| 2019  | Laura Verdonschot  | Shirin van Anrooij | Inge van der Heijden |
| 2021  | Lucinda Brand      | Denise Betsema     | Marianne Vos         |
| 2022  | Shirin van Anrooij | Denise Betsema     | Marianne Vos         |
| 2023  | Lucinda Brand      | Shirin van Anrooij | Laura Verdonschot    |
| 2024  | Ceylin Alvarado    | Lucinda Brand      | Inge van der Heijden |